# Derren Brown
Derren Victor Brown (eg. Darren Victor Brown), född 27 februari 1971, är en brittisk illusionist. Han har deltagit i ett flertal TV-program sedan 2000, där Derren Brown: Mind Control var det första.

## Biografi
Derren Brown föddes i Croydon, Surrey, Storbritannien, som son till Robert och Christine Brown. Han utexaminerades från Whitgift School - där hans far för övrigt var simskolelärare - och påbörjade därefter studier i juridik och tyska vid Universitetet i Bristol. Hans intresse för juridik började dock dala när han satte ihop en magi- och hypnosföreställning tillsammans med magikern och den gode vännen Martin S Taylor.
1994 började Brown jobba som trollkarl och utövade i synnerhet close-up-magi. 1996 började han sin karriär som stor scenhypnositör på Universitetet i Bristol, under artistnamnet Darren V Brown. I september året därpå gick han med i en kurs om neurolingvistisk programmering, tillsammans med bland andra Richard Bandler, Paul McKenna och Michael Breen.
Under de två kommande åren ökade hans intresse för tankeläsning, mycket tack vare hans vän Ian Rowland. År 2000 blev han erbjuden att börja spela in serien Mind Control i brittiska Channel 4. I serien blandar Brown mentala illusioner och psykologiska knep med vilseledning. Brown själv säger att hans nuvarande magigenre saknar namn, medan många väljer att kalla det mentalmagi eller modern mentalmagi.

## TV-program

### Mind Control (1999-2000)
Sedan den första sändningen av Channel 4s tv-program Derren Brown: Mind Control år 2000, har Derren Brown blivit allt mer känd som "tankeläsaren" Derren Brown. Derren säger att han inte har några psykiska krafter utan lyckas genom väldigt stor psykologisk inblick. Tack vare sina kunskaper och förmågor påstår han sig kunna påverka och förutspå andras tankar och beteenden med små suggestioner, manipulering av beslutsfattandet och avläsning av de små psykologiska tecken eller kroppspråksignaler som offret ger ifrån sig.
Han påbörjade sin tv-karriär med tre sextio minuter långa avsnitt under två år, vilket till slut blev sex säsonger av serien Mind Control. Utvalda höjdpunkter från säsong 1 finns på dvd under namnet Derren Brown - Inside Your Mind.

### Russian Roulette (2003)
Den 5 oktober 2003 spelade Derren Brown en omgång rysk roulette direktsänt på Channel 4 (med en kort fördröjning utifall olyckshändelser skulle uppstå). Stunttricket utfördes på en hemlig plats utanför Storbritannien. En frivillig, utvald från 12 000 intresseanmälda, laddade en revolver med sex numrerade kammarstycken och fick därefter långsamt räkna från ett till sex, under noggrann analys av Brown. Hans uppgift var att förutspå patronens placering. Brown avlossade skott vid kammare 3 och 4 med revolvern riktad mot huvudet och bevisade att dessa var tomma. Han valde därefter att skjuta kammare 5 riktat bortåt. När kammaren visade sig vara tom samlade han andan i över en minut innan han riktade revolvern mot sitt huvud igen, redo att avlossa kammare 6. Direkt därefter bytte han måltavla och avlossade det skarpa skottet från kammare 1 mot en sandpåse.
Programmet fördömdes strax därpå av brittisk polis. Det visade sig senare att inspelningsplatsen var i Jersey, där handeldvapen också är bannlysta, och Brown blev anklagad för att ha spelat folk ett spratt. Jersey-polisen sa några dagar därpå att de hade blivit informerade om programidén flera dagar i förväg och att ingen riktig ammunition användes och att ingen utsattes för någon fara.
Derren försvarade programmet genom att säga "Det låter säkert konstigt, men som en magirelaterad artist i och med händelsen har jag blivit tillfrågad: Var det på riktigt? Var det inte på riktigt? Det lyfter det hela till en nivå som jag är väldigt nöjd med. Vad som kvarstår är att det hela var oerhört bra tv-underhållning"

### Séance (2004)
Det nästkommande projektet sändes på Channel 4 31 maj 2004.  I Derren Brown: Séance tog Derren studerande från Universitet i Roehampton för att skapa en direktsänd seans. Seansen hölls i Eltham Hall, som han påstod hade en paranormal bakgrund efter att 12 unga tog livet av sig 1974.
Programmet gjorde ett försök att involvera tv-publiken, där första delen bestod av att välja en av tolv från fotografier på de döda, där hälften av fotografierna var i färg och hälften i svartvitt. Tittarna fick sedan instruktionen att välja en av färgbilderna som de "kände en koppling till". Derren dirigerade därefter tittarna att hoppa mellan de olika bilderna. Tio av studenterna valde Jane. Under följande scen med anden i glaset fick "andarna" vägleda studenterna att stava namnet Jane, utan att de vid denna tidpunkt visste vilket fotografi de andra i rummet hade valt.
Två av studenterna, tillsammans med tv-tittarna, fick skriva ner namnet på en stad under tiden de satt i åtskilda rum. Båda skrev London.
Den sista delen, själva seansen, bestod av att gruppen skulle "kontakta" Jane. En av studenterna talade som om hon vore Jane och presenterade delar ur sitt liv. Dessa uppgifter stämde överens med ett brev och en kort filmsnutt som förblivit orörda under programmets gång.
Channel 4 fick ta emot sammanlagt 700 klagomål, mestadels innan programmet hade sänts. De tittare som kände av "något underligt" kunde ringa ett telefonnummer under kvällens gång, där de som ringde meddelades att programmet var noga planerat och att inga paranormala aktiviteter hade förekommit. Derren varnade till och med tittare som hade invändningar av "religiösa eller liknande skäl" gällande förklaring av anden i glaset att sluta se på programmet.

#### Spoilers
Efteråt förklarade Derren några av de manipulationer han använt, som fotografipositioneringen och anden i glaset. 
I scenen med fotografierna dirigerades både studenterna och tv-tittarna att hoppa mellan olika fotografier, exempelvis flytta till vänster eller höger till närmsta svartvita fotografi. Rörelsemönstret och positioneringen av fotografierna var noga planerat för att garantera att hur tittarna än gjorde skulle de slutligen hamna på fotografiet som föreställde flickan Jane.
Derren avslöjade också att självmordspakten aldrig hade ägt rum och efteråt fick studenterna träffa Jane.

### Messiah (2005)
Sändes 7 januari 2005. Derren Brown begav sig till USA för att försöka övertyga fem personer att han hade förmågor inom deras expertisområden: Kristen mission, utomjordisk bortföring, psykiska krafter, New Age-teorier och förmågan att kommunicera med döda.
Genom att använda en falsk identitet varje gång lyckades han övertyga fyra av de fem "experterna", som bjöd in honom till att börja utöva förmågorna tillsammans med dem. Den femte experten, den kristna missionären, bad om att få träffa Derren en gång till efter hans uppträdande. Konceptet bakom programmet var att visa suggestionens starka kraft, i fall av tilltro och människors förmåga, och svårigheten att ifrågasätta dessa. Derren Brown klargjorde innan varje experiment att om någon skulle anklaga honom för lurendrejeri skulle han genast erkänna och avslöja allting. Hans slutsats var att människor tenderar att endast höra saker som stärker deras egen tro och att de ignorerar en motsägande tilltro.

#### Psykiska krafter
Derren Brown bad en lärare vid en skola för psykisk träning att gå till ett annat rum och rita enkla bilder, oavsett ämne. Sedan varje bild var klar hade Derren en förutsägelse om vad kvinnan skulle ha ritat, och visade upp den för andra lärare. Hans gissningar var mycket exakta. Vid ett av tillfällena förklarade Derren för kvinnan att "låt idéerna komma seglande till dig" ("let some ideas sail into your mind") och att inte "vara överflödig med detaljer" ("overboard on detail"). Hon ritade en båt i vattnet.

#### New-Age-teorier
Derren Brown bad en ledande new-age-anhängare att sova med en maskin kopplad till sin kudde i fem dagar. Hon fick det förklarat att maskinen använd kristallteknik för att spela in hennes drömmar. I själva fallet var maskinen endast en låda med en switch för att slå på och stänga av en lysdiod. Derren återkallade hennes drömmar korrekt, inklusive att några var i svartvitt i stället för i färg. Anhängaren var så imponerad att hon bjöd in Derren till hennes radioprogram till dagen därpå. Derren tackade nej.

#### Kristen mission
Derren utförde en omedelbar konvertering på en grupp människor i en publik, där alla var ateister. Efter den första konverteringen valde några att lämna lokalen på grund av omständigheterna och vad de fått uppleva. Derren fortsatte därefter att konvertera resten av gruppen. Vid varje konvertering fick han varje deltagare att åtminstone skapa en tro vid Gud. I slutet av programmet visades en notis att alla hade "de-konverterats", innan de lämnade byggnaden.

#### Kommunicera med döda
Derren anser att framgångsrika andemedier bluffar med hjälp av en teknik som kallas cold reading. För att illustrera detta arrangerar han en storseans med "ganska skeptiska New York-bor". Under seansen lurar Derren tre kvinnor att han har kontakt med avlidna närstående och många tårar fälls. Efteråt förklarades det för deltagarna att seansen var en bluff och alla som förekommer i programmet gick med på att seansen tv-sändes. Sekvensen finns tillgänglig på Youtube.

### Trick Of The Mind (2004-2006)
Trick of the Mind är Derrens andra tv-serie, som nu är inne på sitt tredje år. Jämfört med Mind Control är allt innehåll helt nytt material. Serien började sändas på E4 den 23 april 2004. Säsong 2 började 11 april 2005 och repriserades på Channel 4. Den tredje säsongen startade 26 mars 2006.
Utvalda höjdpunkter ur de två första säsongerna finns ute på dvd.

### The Gathering (2005)
The Gathering filmades 18 maj 2005 och sändes senare 29 maj. En inbjuden publiken bestående av studenter från Universitet i Roehampton, celebriteter, psykologer, synska, taxichaufförer och magiker deltog i programmet.
Det spelades in 18 maj 2005 och sändes senare 29 maj. En del av programmet bestod av att Derren Brown kom ihåg gator, sidor och gradreferenser Storlondons A-Z-kartbok. Under programmet förekom även "tankeläsning".
Under föreställningens gång användes ordet "glöm" sublimt. Derren hypnotiserade även publiken som en grupp och övertygade dem att de inte skulle ha något minne av kvällen ungefär en och en halv timme efter att ha lämnat lokalen. Delar av publiken intervjuades efteråt och vissa kunde inte återkalla allt som hänt.

### The Heist (2006)
The Heist (sv. Rånet) sändes den 4 januari 2006 klockan 21:00 på Channel 4. I programmet använde Derren Brown sina färdigheter på utvalda personer, som hade svarat på en annons.
Under ett motivationsseminarium som täckmantel (där det föregavs att de skulle få lära sig Derren Browns knep) lyckades Derren få deltagarna att råna en skåpbil - det hela var genomtänkt utarbetat. Rånet involverade en säkerhetsvakt (som var skådespelare) och en leksakspistol som Derren hade gett deltagarna tidigare, för att de skulle kunna ta en väska fylld med pengar från vakten. Fyra personer, av de tretton ursprungliga, deltog i rånet där tre faktiskt lyckades ta väskan. Tanken var att efter behandlingen skulle de råna skåpbilen av egen vilja (vilket tre av fyra gjorde). Deltagarna instruerades aldrig (direkt) att utföra dåden. De tre personerna gjorde det tack vare den rådande situationen och frivilligt, inte som ett resultat av instruktioner från någon annan, inte ens Derren.

### Something Wicked This Way Comes (2005-2006)
Derren Browns live-föreställning Something Wicked This Way Comes turnerade runt om i Storbritannien 2006, med start vid Cambridge Theatre i mars och en målgång vid Hammersmith Apollo i maj. Föreställningen tilldelades en Laurence Olivier för bästa underhållande föreställning 2006.
En av de sista föreställningarna, från The Old Vic Theatre, spelades in och sändes på Channel 4 den 29 december, 2006.

### Trick Or Treat (2007-2008)
Trick or Treat började sändas på Channel 4 13 april, 2007. Deltagarna i programmet har sedan tidigare frivilligt gjort valet att ställa upp i den nya serien. Fokus i serien ligger på den frivilliges val mellan att antingen få en otrevlig upplevelse - trick - eller en trevlig - treat. Valet görs genom att välja ett av två kort.
Korten Brown använder är ambigram (konstruerade av John Langdon) och kan således visa både "Trick" och "Treat" beroende på vilket håll kortet hålls. Vidare innebär detta att det är irrelevant vilket kort deltagaren väljer, då Derren Brown redan valt ut i förväg huruvida upplevelsen kommer att vara trevlig eller ej.

### Derren Brown Investigates (2010)
I tre avsnitt undersöker Brown om tre profiler inom det paranormala verkligen har de förmågor de påstår sig ha. Serien började sändas 5 oktober 2010 i brittiska Channel 4.